# Christian Gottfried Stentzel
Christian Gottfried Stentzel (auch: Stenzel; * 28. Oktober 1698 in Torgau; † 21. Juni 1748 in Wittenberg) war ein deutscher Mediziner.

## Werkauswahl
- De Salvia in infuso adhibenda hujusque prae Thea Chinesi praestantia. Wittenberg 1723.
- De Sommo Tractatio Greco Latina. Leipzig 1721.
- Anthropologia ad Pathologiam applicata praeivdiciis qvae vvlgvs medicvm fovet liberata ex veris sanitatis et morborvm principiis demonstrata. Zimmermann, Wittenberg 1728. (Digitalisat)
- Tractatus de Asylis ignorantiae in Medicina & Chirurgiae Usitata & de Natura Stahlianae Chiurgiae. Leipzig 1718.
- Medicina Theoretico-Practica Aphorismis In Usum Auditorum Suorum Comprehensa. Frankfurt 1732, 1737.
- Topologia patologico- medica sive de Verenenis, Libri III. Wittenberg 1723.
- Dissertatio Anatomico-Pathologica De Lactis Succique Nutritii Praeparatione Principiis Commodis Atque Incommodis. (Resp. Johannes Gottfried Büttner) Zimmermann, Wittenberg 1727.(Digitalisat)
- De rite requirenda ad feliciter cito & tuto curandum orgine morborum. Wittenberg 1723.
- De philtris rite examinandis & dijudicandis, von Lebensträncken. Wittenberg 1726.
- Dissertatio Anatomico-Pathologica De Steatomatibus In Principio Arteriae Aortae Repertis Et Horum Occasione De Cysticis In Genere Excrescentiis. (Resp. Georg Philipp Sauber) Gerdes, Wittenberg 1723. (Digitalisat)
- Dissertatio inauguralis medica de utero insonte, von der unschuldigen mutter … Wittenberg 1735.
- Praesidia sanitatis, quibus Vitemberga abundat contra tritum sermone proverbium Wer von Wittenberg kommt mit gesundem Leib. Eichsfeld, Wittenberg 1737. (Digitalisat)
- Programma, in quo in medicinam experimentalem invehitur. Wittenberg 1737.
- De consuetudine altera natura. (Resp. Christian Gottlob Jungnickel) Eichsfeld, Wittenberg 1737. (Digitalisat)
- Incommoda commodae comites vitae. Wittenberg 1737. (Digitalisat)
- De utero insonte, von der unschuldigen Mutter. (Resp. Johann Friderich Zembsch) Eichsfeld, Wittenberg 1735. (Digitalisat)
- De Cantharidibus Prosperae Adversaeque Auctoribus Valetudinis Von Spanischen Fliegen. (Resp. Georg Herrmann) Eichsfeld, Wittenberg 1740. (Digitalisat)
- De exitiosis aegrotorum ad acidulas https://books.google.de/books?id=pKBSAAAAcAAJ&printsec=frontcover&hl=de&source=gbs_ge_summary_r&cad=0#v=onepage&q&f=falserelegatorum fatis, von Sauer-Brunnen- und Warmen-Bade-Cur. Eichsfeld, Wittenberg 1741.